# 나자라 타운젠드
나자라 타운젠드(Najarra Townsend, 1989년 12월 5일 ~ )는 미국의 배우이다.

## 출연 작품
- 퍼펙트 머더: 와이 우먼 킬 (2020)
- 디버티드 에덴 (2018)
- 락 페이퍼 데드 (2017)
- 피딩 타임 (2016)
- 컨트랙티드2 (2015)
- 더 토이 솔저스 (2014)
- 오브 사일런스 (2014)
- 컨트랙티드 (2013)
- 더 하드 타임즈 오브 RJ 버거 (2010)
- 마린 블루 (2009)
- 우리는 모드족이다 (2009)
- 2012: 슈퍼노바 (2009)
- 트루 러브드 (2008)
- 오거스트 (2007)
- 미 앤 유 앤 에브리원 (2005)